# Australian Indoor Championships 1985
LAustralian Indoor Championships 1985 è stato un torneo di tennis giocato cemento indoor del Sydney Entertainment Centre di Sydney in Australia. Il torneo fa parte del Nabisco Grand Prix 1985. Si è giocato dal 14 al 21 ottobre 1985.

## Campioni

### Singolare maschile
Ivan Lendl ha battuto in finale  Henri Leconte con il punteggio di 6–4, 6–4, 7–6

### Doppio maschile
John Fitzgerald /  Anders Järryd hanno battuto in finale  Mark Edmondson /  Kim Warwick con il punteggio di 6–3, 6–2